# Abierto Tampico 2022
L'Abierto Tampico 2022 è stato un torneo femminile di tennis giocato sul cemento. È stata la 6ª edizione del torneo, l'ultima dal 2017 e la prima facente parte della categoria WTA 125 nell'ambito del WTA Challenger Tour 2022. Si è giocato al Centro Libanes Mexicano de Tampico di Tampico in Messico dal 24 al 30 ottobre 2022.

## Partecipanti al singolare

### Teste di serie
| Nazionalità | Giocatrice         | Ranking* | Testa di serie |
| ----------- | ------------------ | -------- | -------------- |
| Belgio      | Elise Mertens      | 34       | 1              |
| Rep. Ceca   | Marie Bouzková     | 38       | 2              |
| Canada      | Leylah Fernandez   | 41       | 3              |
| Rep. Ceca   | Kateřina Siniaková | 54       | 4              |
| Polonia     | Magda Linette      | 57       | 5              |
| Cina        | Zhu Lin            | 69       | 6              |
| Colombia    | Camila Osorio      | 71       | 7              |
| Canada      | Rebecca Marino     | 80       | 8              |

* Ranking al 17 ottobre 2022.

### Altre partecipanti
Le seguenti giocatrici hanno ricevuto una wild card per il tabellone principale:
- Eugenie Bouchard
- Marie Bouzková
- Leylah Fernandez
- Elise Mertens
- Kateřina Siniaková

La seguente giocatrice è entrata in tabellone con il ranking protetto:
- Varvara Flink

Le seguenti giocatrici sono passate dalle qualificazioni:
- Bianca Fernandez
- Elvina Kalieva
- Aldila Sutjiadi
- Sachia Vickery

### Ritiri
Prima del torneo
- Bianca Andreescu → sostituita da  Carol Zhao
- Linda Fruhvirtová → sostituita da  Ashlyn Krueger
- Anna Kalinskaja → sostituita da  You Xiaodi
- Marta Kostjuk → sostituita da  Anna-Lena Friedsam
- Ann Li → sostituita da  Alycia Parks
- Nuria Párrizas Díaz → sostituita da  Eva Vedder
- Lesja Curenko → sostituita da  Elina Avanesjan
- Donna Vekić → sostituita da  Nao Hibino

## Partecipanti al doppio

### Teste di serie
| Nazione     | Giocatrice         | Nazione     | Giocatrice       | Rank1 | Seed |
| ----------- | ------------------ | ----------- | ---------------- | ----- | ---- |
| Slovacchia  | Tereza Mihalíková  | Indonesia   | Aldila Sutjiadi  | 109   | 1    |
| Stati Uniti | Kaitlyn Christian  |             | Lidzija Marozava | 131   | 2    |
| Venezuela   | Andrea Gámiz       | Paesi Bassi | Eva Vedder       | 226   | 3    |
| Germania    | Anna-Lena Friedsam | Ucraina     | Nadiia Kičenok   | 227   | 4    |

* Ranking al 17 ottobre 2022.

### Altre partecipanti
La seguente coppia di giocatrici ha ricevuto una wild card per il tabellone principale:
- Ana Paola González Domínguez /  Quetzali Vázquez Montesinos

### Ritiri
Prima del torneo
- Fernanda Contreras Gómez /  Alycia Parks → sostituite da  Elvina Kalieva /  Renata Zarazúa
- Alexa Guarachi /  Asia Muhammad → sostituite da  Bianca Fernandez /  Leylah Fernandez

## Campionesse

### Singolare
Elisabetta Cocciaretto ha sconfitto in finale  Magda Linette con il punteggio di 7–6(5), 4–6, 6–1.

### Doppio
Tereza Mihalíková /  Aldila Sutjiadi hanno sconfitto in finale  Ashlyn Krueger /  Elizabeth Mandlik con il punteggio di 7–5, 6–2.